# 김기영 (1977년)
김기영(1977년 7월 30일 ~ )은 대한민국의 축구 선수이며, 포지션은 미드필더이다.